# Alan Shearer
Alan Shearer (Newcastle upon Tyne, 13. kolovoza 1970.) je engleski umirovljeni nogometaš. Za mnoge je jedan od najboljih napadača svijeta svih vremena, glavne vrline su mu bile hladnokrvnost prema protivniku, i precizan i jak udarac.

## Životopis

### Rane godine
Svoje prve nogometne korake učinio je u nogometnoj školi Newcastle City School. Za tu školu je igrao turnir na St James' Parku, te je bio najzaslužniji za osvajanje tog turnira. Na tom turniru njegov talent je prepoznala ugledna engleska škola za sportove Wallsend Boy School. U toj školi se prikupljaju dječaci talentirani za razne sportove i usavršavaju svoj talenat. Dok je bio u toj školi Alan Shearer je išao na probe za mnoge klubove kao West Bromwich Albion, Manchester City i Newcastle United, ali nije prolazio. Prošao je jedno na probi u Southamptonu te je sa samo 16 godina išao živjeti na drugi kraj Engleske. 

### Southampton
Prve dvije godine u Southamptonu je bio junior, a svoj debi za Southampton bilježi 26. travnja 1988. godine u utakmici protiv Chelseaja. A nakon samo 15-ak dana od svog debija bilježi hat-trick u pobjedi 4:2 protiv Arsenala. Nakon toga nije puno dobivao prilike zaigrati u napadu Svetaca jer je konkurencija bila jaka (Le Tissier i Rod Wallace). Pravu priliku je dobio u sezoni 1989./90. kada je u 23 utakmice zabio 3 gola. Ni sljedeća sezona nije bila za pamćenje, u 36 utakmica je zabio samo 4 pogotka. Tek u sezoni 1991./92. počinje redovito zabijati pogotke, kada je u 41 utakmice zabio 13 pogodaka. Odmah nakon te uspješne sezone debitirao je za Englesku reprezentaciju i u debiju zabio pogodak. U to vrijeme je dobivao ponude od velikih Engleskih klubova, među kojim se ističe Manchester United, no sve je odbio. 

### Blackburn Rovers
Nakon što se Engleska reprezentacija nije kvalificirala na EP-u 1992. godine, na ljeto 1992. godine kupio ga je Blackburn Rovers za 3,6M Funta. Nakon što je prešao u redove Blackburna postao je standardni reprezentativac Engleske. U prvoj sezoni u Bleckburnu nije dobivao puno prilika, no druge sezone je bio onaj Shearer kakvog poznajemo, u 40 utakmica je postigao 31 pogodak. U trećoj sezoni u Blackburnu je igrao u napadu s Chris Sutton, te su njih dvojica činili tada najubojitiji napadački tandem poznat pod nazivom The SAS (Shearer and Sutton). Također te sezone (1994./95.) je Blackburn osvojio Premiership zahvaljujući njima. U napadu s Chrisom Surronom je postigao 34 pogotka u 41 utakmici, te je pobjedničke sezone dobio nagradu za najboljeg igrača u Engleskoj. Sljedeća sezona za njega je bila također uspješna (31 pogodak u 35 utakmica), no za Blackburn katastrofalna jer su na kraju sezone završili kao 7. Te sezone je Blackburn igrao Ligu prvaka te je na kraju bio posljednji u skupini, a Alan je zabio samo jedan pogodak. 

### Newcastle United
Nakon EP-a 1996. godine, u svoje redove ga je opet pokušavao dovesti Manchester United no ishod je bio iznenađujući. Shearer je prešao u Newcastle United. Tadašnji trener Newcastla Kevin Keegan ga je platio tada ogromnih 15M Funta, no više mu se nego isplatilo. Prve sezone na St James' Parku (1996./97.) je zabio 25 golova u 31 utakmici, te je opet dobio nagradu za igrača godine u Engleskoj. Druga sezone među svrakama je bila za zaborav, ozlijedio se te je nastupio u samo 17 i postigao 2 pogotka. Koliko je bio važan za momčad govori podatak da je te sezone Newcastle završio na razočaravajučem 13 mjestu, no u FA kupu su stigli do finala gdje ih je pobijedio Arsenal s 2:0. Treću sezonu u Newcastlu (1999./00.) je u 37 utakmica zabio 23 pogotka te je odveo svrake od polufinala FA Kupa, izbacila ih je Chelsea. Ove sezone je prvi put u svojoj karijeri Shearer bio isključen, nakon 11 godina profesionalne karijere, što je dokaz da je bio korektan igrač. Sljedeća sezona (2000./01.) za Alana je bila frustrirajuća, oprostio se od reprezentacije nakon EP-a 2000. godine, ozljedio se i u nastupao je u samo 19 utakmica i zabio samo 5 pogodaka u prvenstvu. No sezona 2001./02. je bila nezaboravna. Zabio je 23 pogotka u 37 utakmica, te je odveo svoj Newcastle do trećeg mjesta u prvenstvu što je jamčilo nastup u trećem pretkolu Lige prvaka, također je te sezone po drugi put u karijeri dobio crveni karton. Sezona 2002./03. je bila jedna od najuspješnijih u Newcastlovoj povijesti. Nastupili su u Ligi prvaka i to dosta uspješno. Prošli su prve skupine no u drugim skupinama su eliminirani. U prvenstvu je zabio 17 pogodaka u 35 nastupa te je Newcastle ponovno izborio nastup u trećem pretkolu Lige prvaka teko što je u prvenstvu bio 3. U sezoni 2003./04. Newcastle nije nastupio u Ligi prvaka jer je eliminiran u trećem pretkolu od Partizana na penale, no u Kupu UEFA je došao do polufinala gdje je eliminiran od Marseillea. Ta sezona za njega je bila jedna od boljih u dresu Newcastla, u prvenstvu u 37 nastupa 22 pogotka. Sezona 2004./05. je za kako za Shearera tako i za Newcastle bila užasna. U prvenstvu su bili 14., a Shearer je zabio samo 7 pogodaka. U svojoj posljednjoj sezoni 2005./06. je postao prvi strijelac svraka svih vremena s 206 pogodaka u svim natjecanjima. Oproštajnu utakmicu odigrao je protiv Celtica svih 90 min premda je bio ozlijeđen, postigao je pogodak iz penala za svrake za konačnih 3:2. 

## Reprezentacija
Za reprezentaciju Engleske je počeo nastupati 1990. godine, ali U21 reprezentaciju. Debi za seniorsku reprezentaciju je odigrao protiv Francuske 1992. godine te je u debiju zabio i pogodak. Nastupio je na EP-u 1996. godine te je zabio pet pogodaka i postao prvi strijelac tog prvenstva. Također je nastupio i na SP-u 1998. godine gdje je zabio dva pogotka, po jedan Tunisu i Argentini. Na EP-u 2000. godine se oprostio od reprezentacije zabivši po jedan gol Rumunjskoj i Njemačkoj, bio je najmanje kriv za taj debakl Engleske. Za reprezentaciju je u svim utakmicama zabio 30 golova u 63 nastupa te je 8. najbolji strijelac Engleske svih vremena. U cijeloj svojoj karijeri u svim službenim utakmicama zabio je 417 pogotka u 800 nastupa. Tijekom karijere dobio je nagradu Reda Britanskog kraljevstva.
Ostao je upamćen kao nogometna legenda u cijelome svijetu, a pogotovo u Newcastlu gdje je učinio prvi i zadnje nogometne korake.

## Trenerska karijera
Dana 1. travnja 2009. godine preuzeo je mjesto trenera Newcastle Uniteda koji se trenutno nalazi u poziciji za ispadanje u drugu ligu. Svoj debi na mjestu trenera upisao je u utakmici protiv Chelsea koju je izgubio rezultatom 2:0.

## Vanjske poveznice
- Profil Alana Shearera
- Profil Alana Shearera 2
- Shearer9.com - Neslužbena stranica